# Міа Мартіні
Доме́ніка Берте́ (італ. Domenica Berté), відома як Мі́а Марті́ні (італ. Mia Martini) (Баньяра-Калабра 20 вересня 1947 - Кардано-аль-Кампо 12 травня 1995) — італійська співачка, одна з найвідоміших зірок італійської естради останньої третини XX століття. Опубліковано 20 її альбомів, серед яких 15 студійних, 2 концертних та 3 збірки. Протягом 32-річної кар'єри виконувала пісні італійською, французькою, англійською, ісппанською, португальською, німецькою та грецькою мовами. Міа Мартіні відома, разом з Міною, як один з найзначніших голосів італійської поп-музики. 
Маючи впізнаваний тембр, силу та емоційну виразність, Міа Мартіні співала найкращі пісні італійських та закордонних авторів, серед яких такі імена, як Бруно Лауці, Ріккардо Коччанте, Могол, Джанні Белла, Енріко Руджері, Франко Каліфано, Амедео Мінґі, Б'яджо Антоначчі, Клаудіо Бальйоні, Паоло Конте, Фабріціо Де Андре, Франческо Де Ґреґорі, Івано Фоссаті, Лучіо Баттисті, Даріо Балдан Бембо, Міммо Кавалло, Енцо Ґраньяніелло, Манґо, Маріелла Нава, Мауріціо Пікколі, Стефано Россо, Шел Шапіро, Антонелло Вендітті.

## Біографія
Артистичну кар'єру почала у 1963 році під псевдонімом Мімі Берте (італ. Mimì Berté). Продюсер звукозапису Карло Альберто Россі хотів зробити з неї дівчину yè-yè; однак успіх у цьому амплуа, хоча й втішний для дебютантки, тривав недовго, і, по кількох роках забуття, вона у 1971 знову з'явилася на сцені з новим псевдонімом Міа Мартіні.
її перший альбом Oltre la collina (За пагорбом) витримав немало іноземних видань, завдяки авангардним, на той час, аранжуванню, тематиці та манері співу. Такі пісні як Маленька людина (Piccolo uomo), Менует (Minuetto), Самітня жінка (Donna sola), Гімн (Inno), Дійсно батько (Padre davvero), Щоб любити тебе (Per amarti), забезпечили їй славу найкращої виконавиці 70-х років, десятиліття, коли вона досягла світової популярності
У 1977 році створює творчий та романтичний союз з кантауторе Івано Фоссаті, що визначив її особистий та професійний шлях, хоча стосунки були достатньо болісні.
У 1982 році вперше взяла участь у Фестивалі Санремо з піснею E non finisce mica il cielo (І не закінчується небо), автор — Івано Фоссаті. В цьому році спеціально для неї журналісти встановили Премію критики, що тепер носить її ім'я. У тому ж 1982 році вийшов її інший великий успіх, слова до якого вона писала разом з Шелом Шапіро: Quante volte (Скільки разів).
Кар'єра та приватне життя Мартіні позначалися рядом пліток, що ускладнювали їй життя протягом багатьох років і змусили залишити сцену до середини 1980-х.
Виконавський талант Мії Мартіні змусив її повернутися до артистичної діяльності, що супроводжувалося великим співчуттям публіки: у 1989 році вона взяла участь у Фестивалі Санремо з піснею Almeno tu nell'universo, що стала класикою і підтвердила славу співачки. В дев'яності роки їй належать ще кілька дуже успішних композицій: La nevicata del '56 (Снігопад '56), Gli uomini non cambiano (Чоловіки не змінюються) (були на Фестивалі у Сан-Ремо) та Cu 'mmè, дует з Роберто Муроло, що знову зробив модною неаполітанську пісню.
Померла Міа Мартіні у 47 років за неясних обставин, пов'язаних із вживанням наркотиків. Її знайшли мертвою у власному житлі щонайменше по двох днях після смерті.

## Дискографія

### Мімі Берте (сингли)
- 1963 - I miei baci non puoi scordare/Lontani dal resto del mondo (CAR Juke Box, JN 2273)
- 1963 - Insieme/Let me tell you (CAR Juke Box, JN 2279)
- 1964 - Il magone/Se mi gira l'elica (CAR Juke Box, JN 2281)
- 1964 - Ed ora che abbiamo litigato/Non pentirti dopo (CAR Juke Box, JN 2307)
- 1965 - Come puoi farlo tu/Il magone (CAR Juke Box, JN 2317)
- 1966 - Non sarà tardi/Quattro settimane (Durium, QCA 361)
- 1969 - Coriandoli spenti/L'argomento dell'amore Esse Records ESN 1512[7]

### Альбоми
- 1971 - Oltre la collina
- 1972 - Nel mondo, una cosa
- 1973 - Il giorno dopo
- 1974 - È proprio come vivere
- 1975 - Sensi e controsensi
- 1975 - Un altro giorno con me
- 1976 - Che vuoi che sia... se t'ho aspettato tanto
- 1977 - Per amarti
- 1978 - Danza
- 1981 - Mimì
- 1982 - Quante volte... ho contato le stelle
- 1989 - Martini Mia
- 1990 - La mia razza
- 1992 - Lacrime

### Альбом-Cover
- 1994 - La musica che mi gira intorno

### =Концертні
- 1983 - Miei compagni di viaggio
- 1991 - Mia Martini in concerto (da un'idea di Maurizio Giammarco)
- 2007 - Live 2007 - "Il Concerto"
- 2009 - Mia Martini live @ RTSI

### Збірки з неопублікованим
- 1991 - Mi basta solo che sia un amore
- 1992 - Rapsodia - Il meglio di Mia Martini
- 1996 - Mimì Berté
- 1996 - Indimenticabile Mia
- 1997 - Mi canto español
- 1998 - Semplicemente Mimì
- 2000 - Mimì sarà
- 2000 - Mia... Mimì
- 2003 - Canzoni segrete
- 2004 - E parlo ancora di te
- 2004 - Nel mio mondo
- 2005 - La neve, il cielo, l'immenso
- 2006 - I colori del mio universo
- 2006 - L'universo di Mia Martini
- 2010 - Domani

### Звичайні збірки
- 1976 - Mia
- 1978 - Incontro con Mia Martini
- 1982 - Profili Musicali
- 1984 - Il meglio di Mia Martini
- 1986 - Ritratto
- 1988 - Ti regalo un sorriso
- 1989 - I miei pensieri
- 1990 - Le più belle canzoni
- 1990 - Mia
- 1991 - Ritratti
- 1991 - Piccolo uomo
- 1991 - L'album di Mia Martini
- 1992 - I grandi successi
- 1992 - Mimì Berté
- 1995 - Una donna, una storia
- 1995 - Il meglio
- 1995 - I successi di Mia Martini
- 1996 - 1996
- 1996 - Le origini
- 1996 - Superbest
- 1997 - Gli anni Settanta
- 1999 - Mimì Berté... in arte Mia Martini
- 1999 - I miti musica
- 2003 - I numeri 1
- 2003 - L'universo di Mia
- 2004 - Strade che non si inventeranno mai da sole
- 2004 - Trilogy Box
- 2004 - Davvero di più
- 2006 - Superissimi - Gli eroi del Juke Box
- 2007 - x3
- 2007 - Dedicato a... Mia Martini
- 2007 - Le più belle di... Mia Martini
- 2008 - Mimì Berté
- 2008 - Tu nell'universo
- 2008 - The essential Mia Martini
- 2008 - Grazie, amici miei
- 2009 - Il meglio di Mia Martini. 26 grandi successi

## VHS та DVD
- 1992 - Mia Martini;
- 1996 - Per aspera ad astra;
- 2004 - Mia Martini in concerto;
- 2005 - E ancora canto;
- 2007 - Liberamente Mia;
- 2007 - Mia Martini live @ RTSI.

## Участь в пісенних конкурсах

### Azzurro
- 1989: Donna
- 1990: Danza pagana
- 1992: Cu'mme e O' marenariello

### Cantagiro
- 1971: Amore...amore...un corno e Padre davvero
- 1972: Piccolo uomo
- 1990: Donna, Danza pagana, Domani più su, Un altro atlantico, Piccolo uomo, Minuetto, E non finisce mica il cielo, La nevicata del '56, Almeno tu nell'universo та Quante volte
- 1992: Gli uomini non cambiano, Lacrime e Minuetto - vince tre tappe
- 1993: Vieneme (con Enzo Gragnaniello e Roberto Murolo)

### Canzoniere dell'estate
- 1992: Rapsodia
- 1993: Vieneme (з Енцо ґраньяніело та Роберто Муроло)

### Caravella dei successi
- 1975: Al mondo

### Пісенний конкурс Євробачення
- 1977, Лондон: Libera — 13º місце
- 1992, Мальме: Rapsodia — 4º місце

### Фестиваль Санремо
- 1982: E non finisce mica il cielo — 6º місце, премія критики
- 1989: Almeno tu nell'universo — 9º місце, премія критики
- 1990: La nevicata del '56 — 4º місце (разом з іншими учасниками), премія критики
- 1992: Gli uomini non cambiano — 2º місце
- 1993: Stiamo come stiamo (з Лореданою Берте) — 14º місце
- У 1972, RCA запропонувала їй вийти на Фестиваль Санремо з піснею Credo, але вона не пройшла відбір
- У 1976, Ricordi запропонувала їй Санремо з L'amore та il mio orizzonte, пізніше опубліковано
- У 1981, DDD запропонувала їй Санремо з E ancora canto, пізніше увійшла до альбому Mimì
- У 1985, DDD запропонувала їй Санремо з Spaccami il cuore, яка не пройшла відбір
- У 1994, Polygram змушувала її бути на Санремо з піснею E la vita racconta, але співачка відмовилася

### Festival Italiano
- 1994: on Viva l'amore

### Фестивальбар
- 1972: Piccolo uomo — 1º місце
- 1973: Minuetto — 1º місце порівну з Марчеллою Беллою con Io domani
- 1974: Inno — гість
- 1975: Donna con te — 7º місце
- 1976: Che vuoi che sia... se t'ho aspettato tanto - 8º місце
- 1978: Vola
- 1981: Ti regalo un sorriso
- 1989: Donna — отримала Золотий диск за Martini Mia
- 1990: Domani più su — 3º місце на вечері, де презентувала Domani più su

### Midem у Каннах
- 1973: Tu t'en vas quand tu veux
- 1975: Sabato
- 1977: Se finisse qui

### Міжнародний конкурс легкої музики у Венеції
- 1972/73: Donna sola - виграла Золоту гондолу
- 1973/74: Il guerriero та Bolero
- 1974/75: Inno e Agapimu
- 1976/77: Che vuoi che sia... se t'ho aspettato tanto
- 1981: E ancora canto

### Премія Тенко
- 1989: Almeno tu nell'universo e Donna

### Saint-Vincent
- 1978: Vola
- 1982: Bambolina bambolina
- 1985: Spaccami il cuore
- 1989: La donna cannone

### Золотий парус (Vela d'oro) у Рива-дель-Гарда
- 1982: Quante volte
- 1991: Pensieri e parole

### Viva Napoli
- 1994: Luna rossa

### World Popular Song Festival Yamaha[en]уТокіо
- 1977: Ritratto di donna — 1º місце

### Інші пісенні конкурси
- 1963: Фестиваль у Беларії: Come puoi farlo tu — 1º місце
- 1971: Фестиваль авангарду та нових тенденцій (Festival di Avanguardie e Nuove Tendenze): Padre davvero — 1º місце
- 1975: Musical de Mallorca: Nevicate — виграла Премію європейської критики
- 1981: Girofestival:альбом Mimì
- 1982: Premiatissima: Quante volte, Io appartango a te та Solo noi
- 1992: Il Canzoniere dell'estate: Rapsodia
- 1993: Il Canzoniere dell'estate: Vieneme, з Роберто Муроло та ЕнцоҐраньяніелло

## Перемоги, Нагороди та відзнаки
- 1964: Перше місце на "Festival di Bellaria" з Il magone
- 1971: Перше місце на "Фестивалі авангардної музики та нових тенденцій" ("Festival di Musica d'Avanguardia e Nuove Tendenze") у В'яреджо з Padre davvero
- 1972: "Премія критики звукозапису" ("Premio della critica discografica" ) альбом Nel mondo, una cosa
- 1972: Перше місце на Фестивальбарі з Piccolo uomo
- 1972: Золотий диск з піснею Piccolo uomo
- 1972: Перше місце на Міжнародному конкурсі легкої музики (Mostra Internazionale di Musica Leggera) у Венеції Donna sola
- 1973: Перше місце на Фестивальбарі 1973 з Minuetto
- 1973: Золотий диск з Minuetto
- 1974: Золотий диск фірми Ricordi, за мільйон проданих дисків за останні три роки
- 1974: "Премія Дебора за найкращий грим" ("Premio Deborah per il miglior trucco")
- 1975: "Премія критики Пальми-де-Мальорка ("Premio della Critica di Palma de Mallorca") з Nevicate
- 1975: "Премія Дебора за найкращий грим")
- 1975: "Премія пісняра літа" ("Premio de Il canzoniere dell'estate") як найкращий співак року
- 1975: Telegatto Vota la voce як найкраща співачка року
- 1977: Премія критики на "World Song Popular Festival Yamaha у Токіо" з Ritratto di donna
- 1981: "Золотий Еол" ("Eolo d'oro") комуни Milazzo
- 1982: Премія критики "Міа Мартіні" з E non finisce mica il cielo
- 1983: "Золота печатка Рете 4" ("Sigillo d'oro Rete 4")
- 1989: Targa Tenco як найкращий виконавець року
- 1989: Премія критики "Міа Мартіні"]] з Almeno tu nell'universo
- 1989: Золотий диск за альбом Martini Mia
- 1989: Telegatto як найкраща виконавиця року
- 1989: "Перша сторінка Il mattino 1891", мотивування: "за відновлений успіх, що його варті голос та надзвичайні виконавські здібності"[8]
- 1990: Премія критики "Міа Мартіні" з La nevicata del '56
- 1990: "Targa Onda TV", місцева сицилійська Телевізійна Мережа
- 1991: "Ти найкрасивіша" ("La più bella sei tu") з Almeno tu nell'universo
- 1992: Друге місце на Фестивалі Санремо
- 1992: "Премія симпатія" ("Premio Simpatia") призначена залом Tv, під час пресконференції на презентації диска Lacrime
- 1992: Золотий диск за альбом Lacrime
- 1992: Три виграних етапи та 852 балів на "Cantagiro"
- 1992: "Премія пісняра літа" як найкращий виконавець року
- 1992: "Premio Civiltà del mare" комуни Баньяра-Калабра
- 1992: Золотий диск Альбом Ottantavogliadicantare Роберто Муроло, де виконує Cu'mme

## Цікаве
- Найкраще продавані сингли Міа Мартіні: Minuetto, Piccolo uomo, Donna sola e Almeno tu nell'universo; а альбоми: Nel mondo, una cosa, Il giorno dopo, Martini Mia e Lacrime.
- В багатьох телевізійних програмах 1982 року, Міа Мартіні з'являлася з шарфом та поясом оформленими як клавіатура фортепіано, що їх їй подарувала сестра Лоредана.
- Пісню Attimo x attimo, що міститься на однойменному альбомі Анни Татанджело опублікованому в 2003 році, написав Фіо Дзанотті для Міа Мартіні, яка не змогла записати її через несподівану смерть.